# Арабисова мозайка
Вирусът на арабисова мозайка (Arabis mosaic virus) е растителен патогенен вирус от семейство Comoviridae. Разпространен е предимно в Европа, където се заразяват лозата и много други растения.
Вирусът принадлежи към неповирусите. Вирионите са изометрични с диаметър 30 nm. Пренася се чрез нематодите Xiphinema coli и X. diversicaudatum. Най-добри индикатори за диагностика са Chenopodium amaranticolor и C. quinoa, при които вирусът предизвиква образуването на локални, хлоротични и некротични петна.
Антисерумите за вируса на арабисовата мозайка реагират хетероложно с вируса на късовъзлието и обратно – антисерумите за този вирус показват по-слаба серологична връзка с някои щамове на вируса на арабисовата мозайка.